# Malves-en-Minervois
Malves-en-Minervois  est une commune française, située dans le nord du département de l'Aude en région Occitanie.
Sur le plan historique et culturel, la commune fait partie du Minervois, un pays de basses collines qui s'étend du Cabardès, à l'ouest, au Biterrois à l'est, et de la Montagne Noire, au nord, jusqu'au fleuve Aude au sud. Exposée à un climat méditerranéen, elle est drainée par la Clamoux et par divers autres petits cours d'eau.
Malves-en-Minervois est une commune rurale qui compte 880 habitants en 2022, après avoir connu une forte hausse de la population depuis 1975. Elle fait partie de l'aire d'attraction de Carcassonne. Ses habitants sont appelés les Malvais ou  Malvaises.
Le patrimoine architectural de la commune comprend deux  immeubles protégés au titre des monuments historiques : le château, classé en 1989 et inscrit en 1989, et le Menhir, classé en 1921.

## Géographie

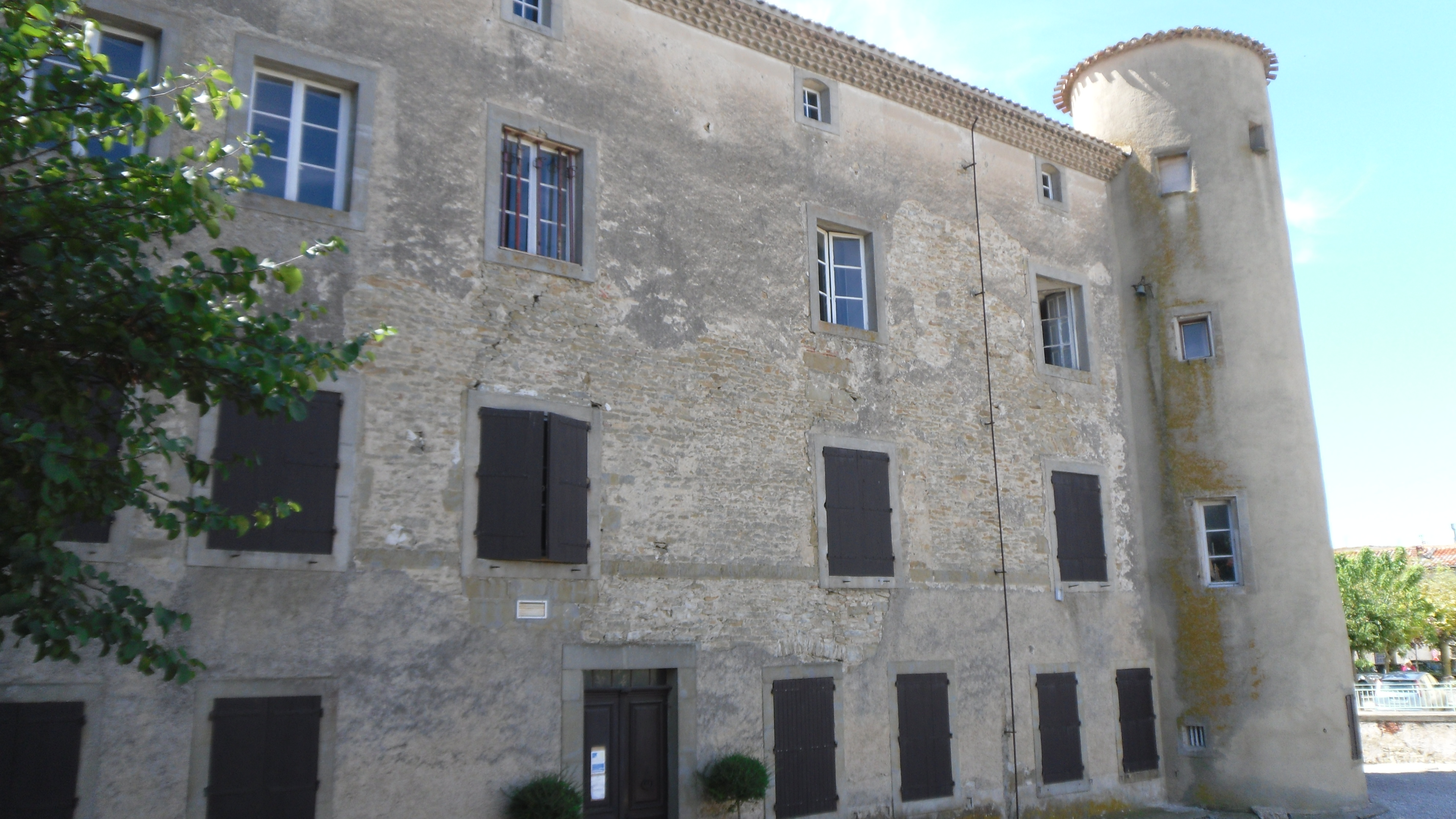
Château de Malves-en-Minervois

### Communes limitrophes
Les communes limitrophes sont  Bagnoles, Bouilhonnac, Laure-Minervois et Villalier.
|           | Bagnoles            |                 |
| Villalier | Malves-en-Minervois | Laure-Minervois |
|           | Bouilhonnac         |                 |

### Hydrographie
La commune est dans la région hydrographique « Côtiers méditerranéens », au sein du bassin hydrographique Rhône-Méditerranée-Corse. Elle est drainée par la Clamoux, Rec de Seraut, le ruisseau de Magréou, le ruisseau des Combes, le ruisseau des Loups, le ruisseau de Villepeyrous et le ruisseau Lascanals, qui constituent un réseau hydrographique de 7 km de longueur totale,.
La Clamoux, d'une longueur totale de 32,3 km, prend sa source dans la commune de Castans et s'écoule vers le sud. Elle traverse la commune et se jette dans l'Orbiel à Villalier, après avoir traversé 10 communes.

### Climat
Pour des articles plus généraux, voir Climat de l'Occitanie et Climat de l'Aude.
En 2010, le climat de la commune est de type climat du Bassin du Sud-Ouest, selon une étude s'appuyant sur une série de données couvrant la période 1971-2000. En 2020, Météo-France publie une typologie des climats de la France métropolitaine dans laquelle la commune est dans une zone de transition entre le climat océanique altéré et le climat méditerranéen et est dans la région climatique Provence, Languedoc-Roussillon, caractérisée par une pluviométrie faible en été, un très bon ensoleillement (2 600 h/an), un été chaud (21,5 °C), un air très sec en été, sec en toutes saisons, des vents forts (fréquence de 40 à 50 % de vents > 5 m/s) et peu de brouillards.
Pour la période 1971-2000, la température annuelle moyenne est de 13,9 °C, avec une amplitude thermique annuelle de 15,9 °C. Le cumul annuel moyen de précipitations est de 717 mm, avec 9,1 jours de précipitations en janvier et 4,2 jours en juillet. Pour la période 1991-2020, la température moyenne annuelle observée sur la station météorologique la plus proche, située sur la commune de Carcassonne à 8 km à vol d'oiseau, est de 14,4 °C et le cumul annuel moyen de précipitations est de 665,0 mm,. Pour l'avenir, les paramètres climatiques de la commune estimés pour 2050 selon différents scénarios d’émission de gaz à effet de serre sont consultables sur un site dédié publié par Météo-France en novembre 2022.

### Milieux naturels et biodiversité
Aucun espace naturel présentant un intérêt patrimonial n'est recensé sur la commune dans l'inventaire national du patrimoine naturel,,.

## Urbanisme

### Typologie
Au 1er janvier 2024, Malves-en-Minervois est catégorisée commune rurale à habitat dispersé, selon la nouvelle grille communale de densité à 7 niveaux définie par l'Insee en 2022.
Elle est située hors unité urbaine. Par ailleurs la commune fait partie de l'aire d'attraction de Carcassonne, dont elle est une commune de la couronne,. Cette aire, qui regroupe 115 communes, est catégorisée dans les aires de 50 000 à moins de 200 000 habitants,.

### Occupation des sols
L'occupation des sols de la commune, telle qu'elle ressort de la base de données européenne d’occupation biophysique des sols Corine Land Cover (CLC), est marquée par l'importance des territoires agricoles (69 % en 2018), en diminution par rapport à 1990 (72,6 %). La répartition détaillée en 2018 est la suivante : 
cultures permanentes (68,8 %), zones urbanisées (13,9 %), milieux à végétation arbustive et/ou herbacée (11 %), forêts (6,1 %), prairies (0,2 %). L'évolution de l’occupation des sols de la commune et de ses infrastructures peut être observée sur les différentes représentations cartographiques du territoire : la carte de Cassini (XVIIIe siècle), la carte d'état-major (1820-1866) et les cartes ou photos aériennes de l'IGN pour la période actuelle (1950 à aujourd'hui).

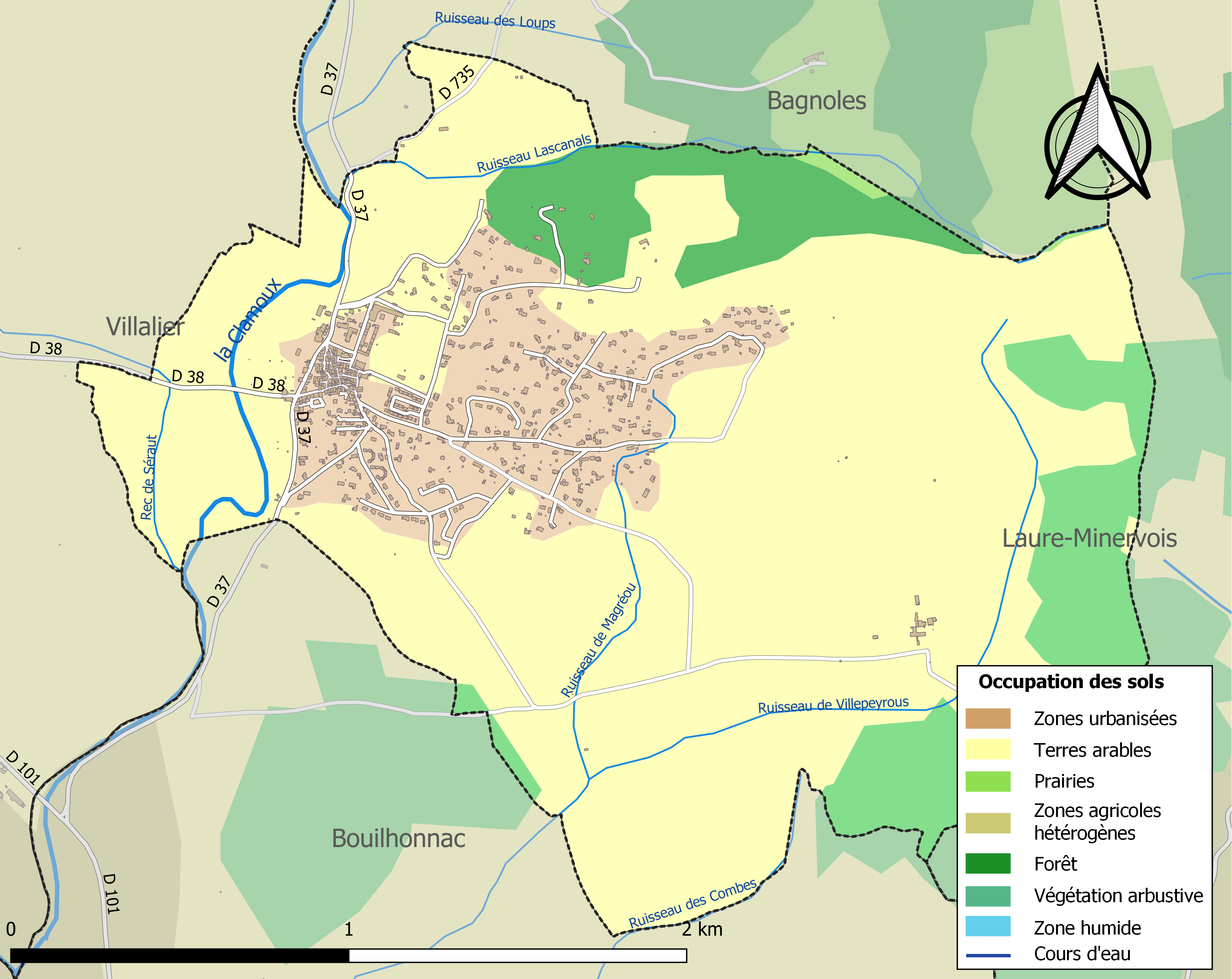
Carte des infrastructures et de l'occupation des sols de la commune en 2018 (CLC).

### Risques majeurs
Le territoire de la commune de Malves-en-Minervois est vulnérable à différents aléas naturels : météorologiques (tempête, orage, neige, grand froid, canicule ou sécheresse), inondations, feux de forêts et séisme (sismicité très faible). Un site publié par le BRGM permet d'évaluer simplement et rapidement les risques d'un bien localisé soit par son adresse soit par le numéro de sa parcelle.
Certaines parties du territoire communal sont susceptibles d’être affectées par le risque d’inondation par débordement de cours d'eau, notamment la Clamoux. La commune a été reconnue en état de catastrophe naturelle au titre des dommages causés par les inondations et coulées de boue survenues en 1982, 1992, 1996, 1999, 2005, 2009, 2017 et 2018,.

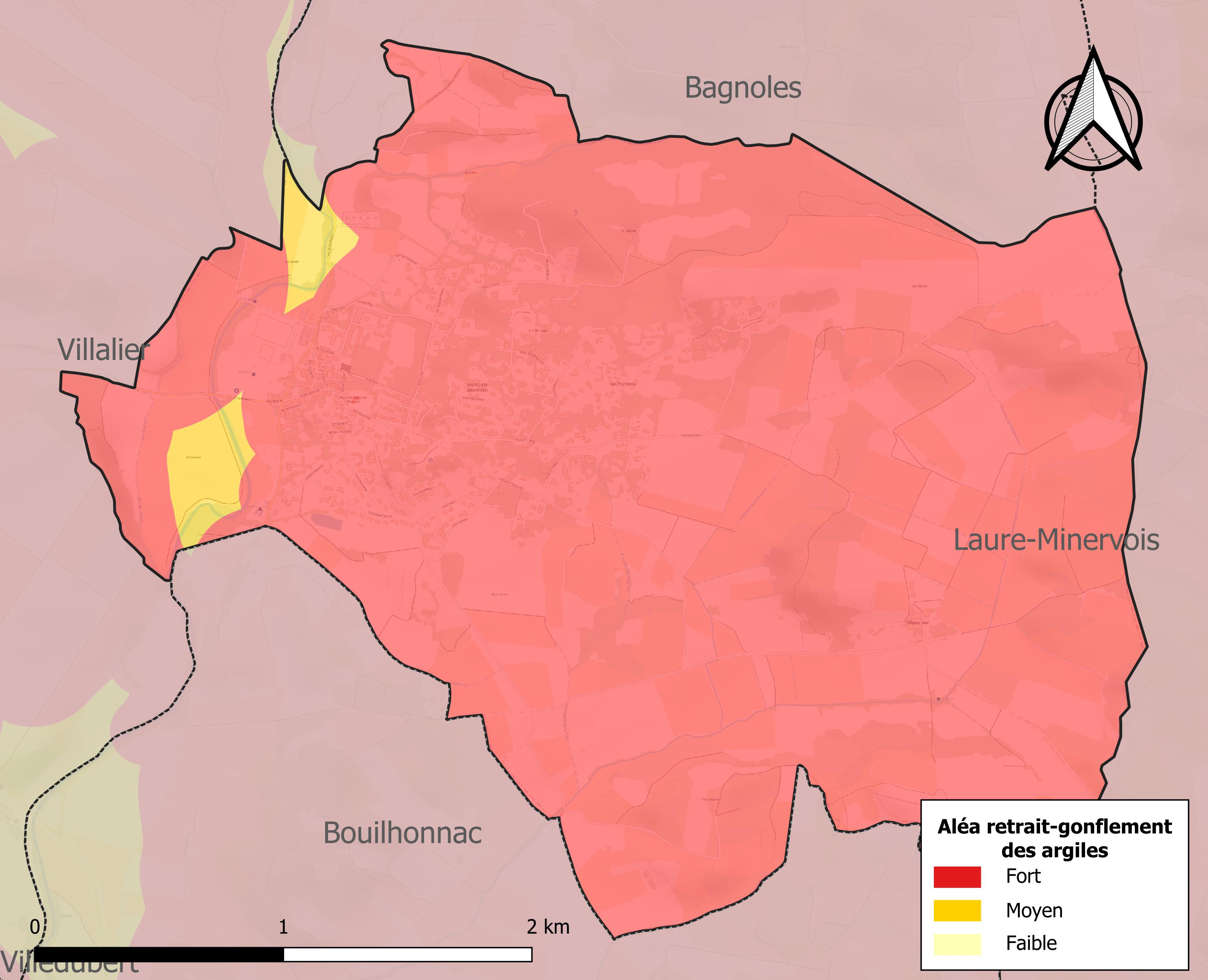
Carte des zones d'aléa retrait-gonflement des sols argileux de Malves-en-Minervois.

Le retrait-gonflement des sols argileux est susceptible d'engendrer des dommages importants aux bâtiments en cas d’alternance de périodes de sécheresse et de pluie. La totalité de la commune est en aléa moyen ou fort (75,2 % au niveau départemental et 48,5 % au niveau national). Sur les 419 bâtiments dénombrés sur la commune en 2019, 419 sont en aléa moyen ou fort, soit 100 %, à comparer aux 94 % au niveau départemental et 54 % au niveau national. Une cartographie de l'exposition du territoire national au retrait gonflement des sols argileux est disponible sur le site du BRGM,.

## Histoire
En 793 se déroule sur l'Orbiel entre Villalier, Villedubert et Malves-en-Minervois, une importante bataille entre le comte de Toulouse Guillaume de Gellone et les musulmans d'Espagne. Cette bataille est à l'origine de la chanson de geste Guillaume d'Orange.

## Politique et administration

### Liste des maires
| Période  | Période  | Identité          | Étiquette | Qualité |
| -------- | -------- | ----------------- | --------- | --- |
| mai 1996 | 2020     | Jean-Jacques Ruiz | PS        | Président de la Communauté de communes du Minervois au Cabardès (2002→2013), Vice-président de Carcassonne-Agglo (2013→2020) |
| 2020     | En cours | Régis Pommiès     |           | |

## Démographie
L'évolution du nombre d'habitants est connue à travers les recensements de la population effectués dans la commune depuis 1793. Pour les communes de moins de 10 000 habitants, une enquête de recensement portant sur toute la population est réalisée tous les cinq ans, les populations de référence des années intermédiaires étant quant à elles estimées par interpolation ou extrapolation. Pour la commune, le premier recensement exhaustif entrant dans le cadre du nouveau dispositif a été réalisé en 2007.

En 2022, la commune comptait 880 habitants, en évolution de +3,53 % par rapport à 2016 (Aude : +2,65 %, France hors Mayotte : +2,11 %).
| 1793 | 1800 | 1806 | 1821 | 1831 | 1836 | 1841 | 1846 | 1851 |
| ---- | ---- | ---- | ---- | ---- | ---- | ---- | ---- | ---- |
| 261  | 268  | 288  | 275  | 314  | 323  | 307  | 312  | 347  |

| 1856 | 1861 | 1866 | 1872 | 1876 | 1881 | 1886 | 1891 | 1896 |
| ---- | ---- | ---- | ---- | ---- | ---- | ---- | ---- | ---- |
| 334  | 329  | 342  | 300  | 310  | 333  | 309  | 292  | 308  |

| 1901 | 1906 | 1911 | 1921 | 1926 | 1931 | 1936 | 1946 | 1954 |
| ---- | ---- | ---- | ---- | ---- | ---- | ---- | ---- | ---- |
| 322  | 313  | 289  | 328  | 301  | 335  | 337  | 275  | 295  |

| 1962 | 1968 | 1975 | 1982 | 1990 | 1999 | 2006 | 2007 | 2012 |
| ---- | ---- | ---- | ---- | ---- | ---- | ---- | ---- | ---- |
| 277  | 295  | 322  | 536  | 708  | 755  | 747  | 746  | 821  |

| 2017 | 2022 | - | - | - | - | - | - | - |
| ---- | ---- | - | - | - | - | - | - | - |
| 854  | 880  | - | - | - | - | - | - | - |

## Économie

### Revenus
En 2018  (données Insee publiées en septembre 2021), la commune compte 367 ménages fiscaux, regroupant 883 personnes. La médiane du revenu disponible par unité de consommation est de 21 110 € (19 240 € dans le département).

### Emploi
| Division       | 2008   | 2013   | 2018   |
| -------------- | ------ | ------ | ------ |
| Commune        | 7,3 %  | 11,9 % | 11,8 % |
| Département    | 10,2 % | 12,8 % | 12,6 % |
| France entière | 8,3 %  | 10 %   | 10 %   |

En 2018, la population âgée de 15 à 64 ans s'élève à 495 personnes, parmi lesquelles on compte 72,7 % d'actifs (60,9 % ayant un emploi et 11,8 % de chômeurs) et 27,3 % d'inactifs,. En  2018, le taux de chômage communal (au sens du recensement) des 15-64 ans est inférieur à celui du département, mais supérieur à celui de la France, alors qu'en 2008 il était inférieur à celui de la France.
La commune fait partie de la couronne de l'aire d'attraction de Carcassonne, du fait qu'au moins 15 % des actifs travaillent dans le pôle,. Elle compte 117 emplois en 2018, contre 110 en 2013 et 110 en 2008. Le nombre d'actifs ayant un emploi résidant dans la commune est de 309, soit un indicateur de concentration d'emploi de 37,9 % et un taux d'activité parmi les 15 ans ou plus de 52,5 %.
Sur ces 309 actifs de 15 ans ou plus ayant un emploi, 66 travaillent dans la commune, soit 22 % des habitants. Pour se rendre au travail, 88,9 % des habitants utilisent un véhicule personnel ou de fonction à quatre roues, 0,6 % les transports en commun, 5,2 % s'y rendent en deux-roues, à vélo ou à pied et 5,2 % n'ont pas besoin de transport (travail au domicile).

### Activités hors agriculture

#### Secteurs d'activités
42 établissements sont implantés  à Malves-en-Minervois au 31 décembre 2019. Le tableau ci-dessous en détaille le nombre par secteur d'activité et compare les ratios avec ceux du département,.
| Secteur d'activité                                                                                        | Commune | Commune | Département |
| Secteur d'activité                                                                                        | Nombre  | %       | %           |
| --- | ------- | ------- | ----------- |
| Ensemble                                                                                                  | 42      |         |             |
| Industrie manufacturière, industries extractives et autres                                                | 1       | 2,4 %   | (8,8 %)     |
| Construction                                                                                              | 15      | 35,7 %  | (14 %)      |
| Commerce de gros et de détail, transports, hébergement et restauration                                    | 9       | 21,4 %  | (32,3 %)    |
| Activités immobilières                                                                                    | 3       | 7,1 %   | (5,2 %)     |
| Activités spécialisées, scientifiques et techniques et activités de services administratifs et de soutien | 6       | 14,3 %  | (13,3 %)    |
| Administration publique, enseignement, santé humaine et action sociale                                    | 5       | 11,9 %  | (13,2 %)    |
| Autres activités de services                                                                              | 3       | 7,1 %   | (8,8 %)     |

Le secteur de la construction est prépondérant sur la commune puisqu'il représente 35,7 % du nombre total d'établissements de la commune (15 sur les 42 entreprises implantées  à Malves-en-Minervois), contre 14 % au niveau départemental.

#### Entreprises
L' entreprise ayant son siège social sur le territoire communal qui génère le plus de chiffre d'affaires en 2020 est : 
- Pure France, agences immobilières (9 k€)

### Agriculture
|               | 1988 | 2000 | 2010 | 2020 |
| ------------- | ---- | ---- | ---- | ---- |
| Exploitations | 33   | 18   | 14   | 9    |
| SAU (ha)      | 353  | 400  | 378  | 369  |

La commune est dans la « Région viticole » de l'Aude, une petite région agricole occupant une grande partie centrale du département, également dénommée localement « Corbeilles Minervois et Carcasses-Limouxin ». En 2020, l'orientation technico-économique de l'agriculture  sur la commune est la viticulture. Neuf exploitations agricoles ayant leur siège dans la commune sont dénombrées lors du recensement agricole de 2020 (33 en 1988). La superficie agricole utilisée est de 369 ha,,.

## Culture locale et patrimoine

### Manifestations culturelles
- Le marché de l'art, organisé pendant de nombreuses années, a rassemblé artistes et performeurs dans le parc et le château.

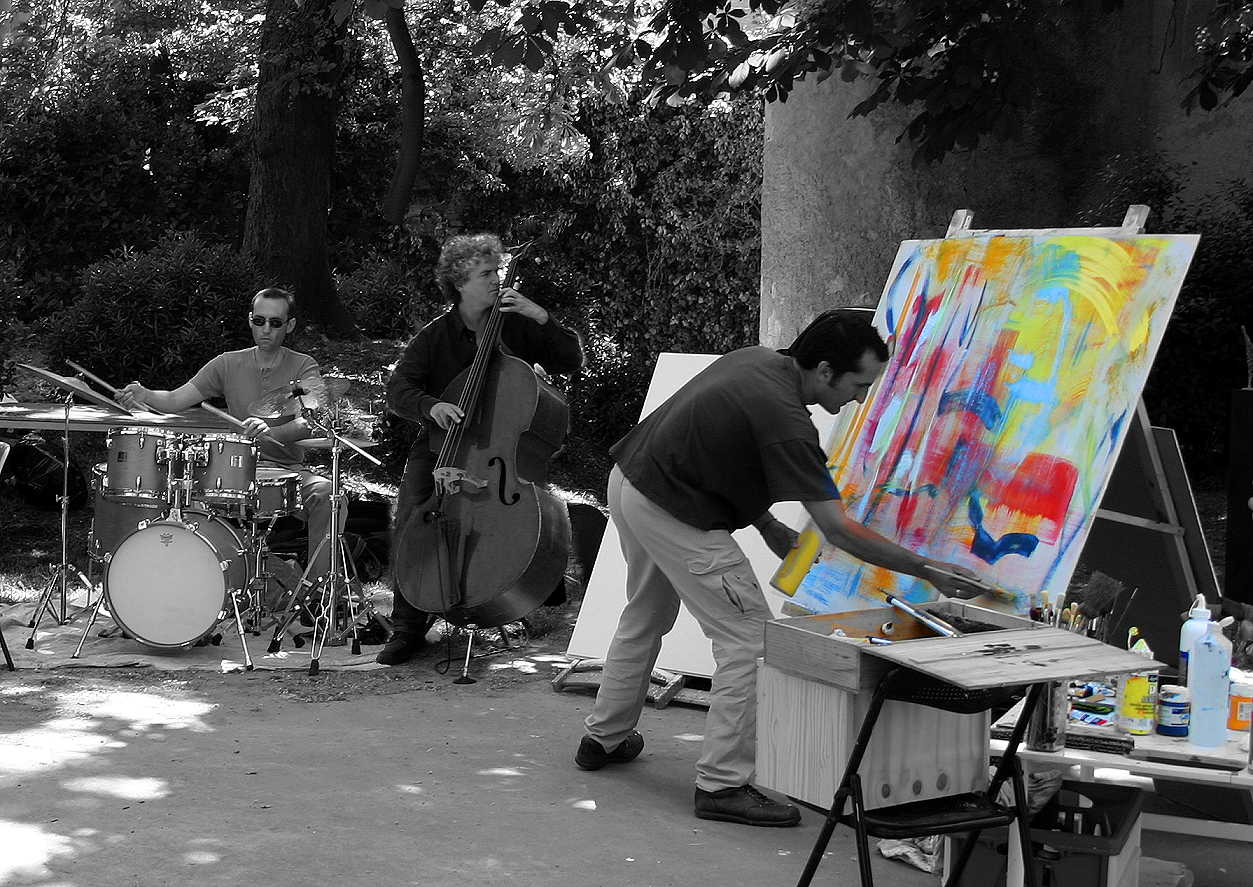
Performance en musique en 2004.
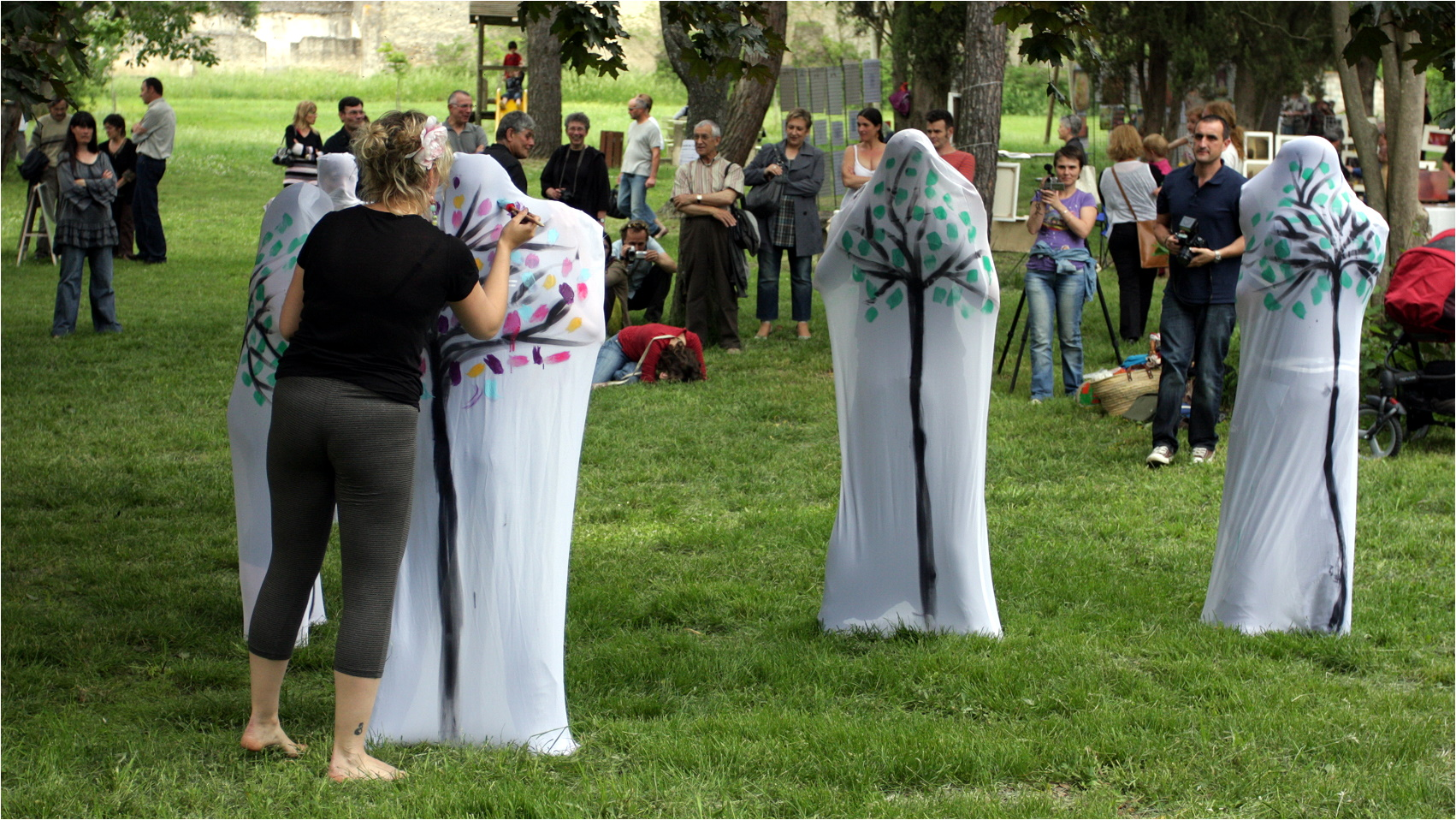
Marché de l'art 2009
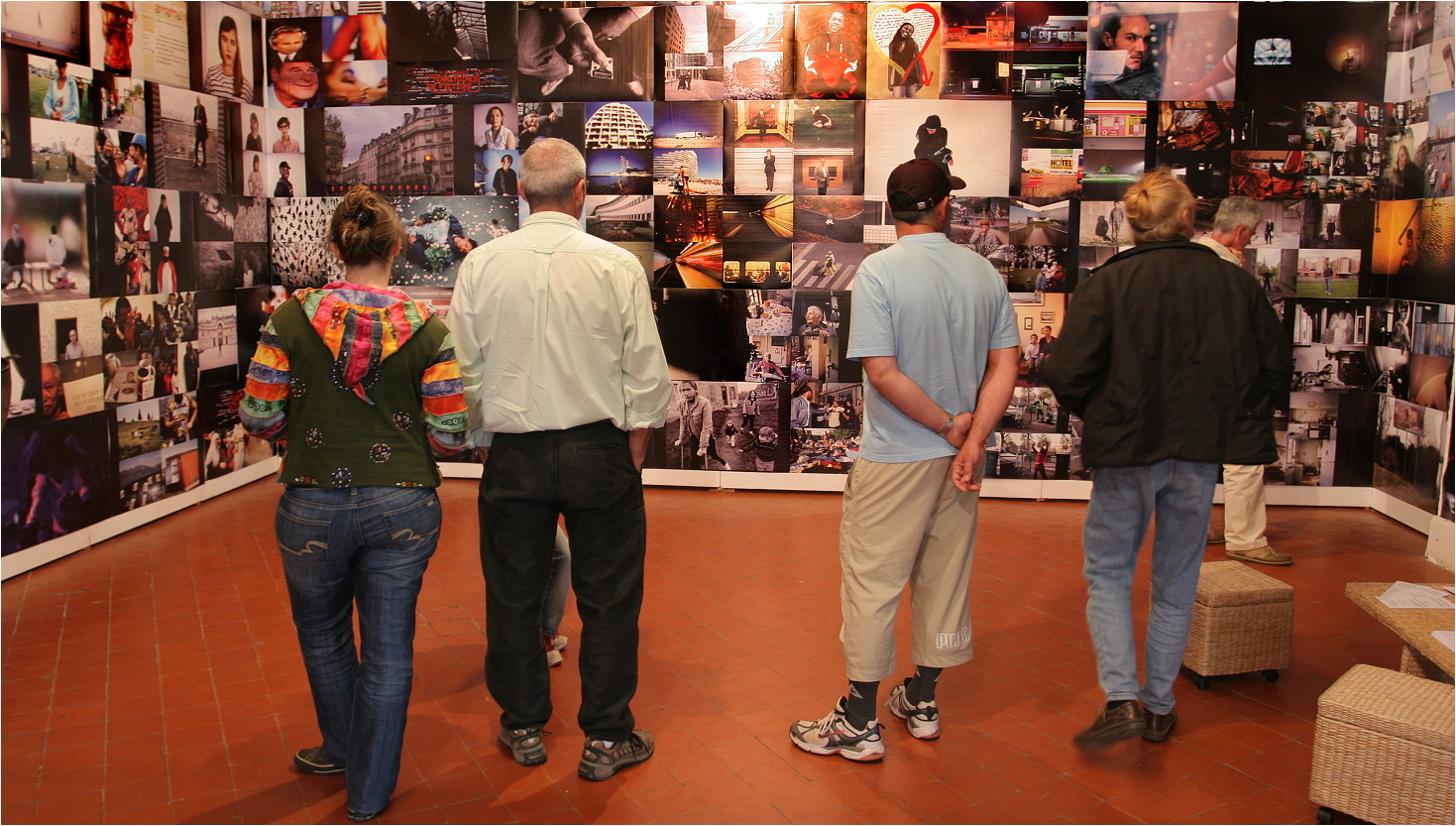
Dans une salle du château en 2008.
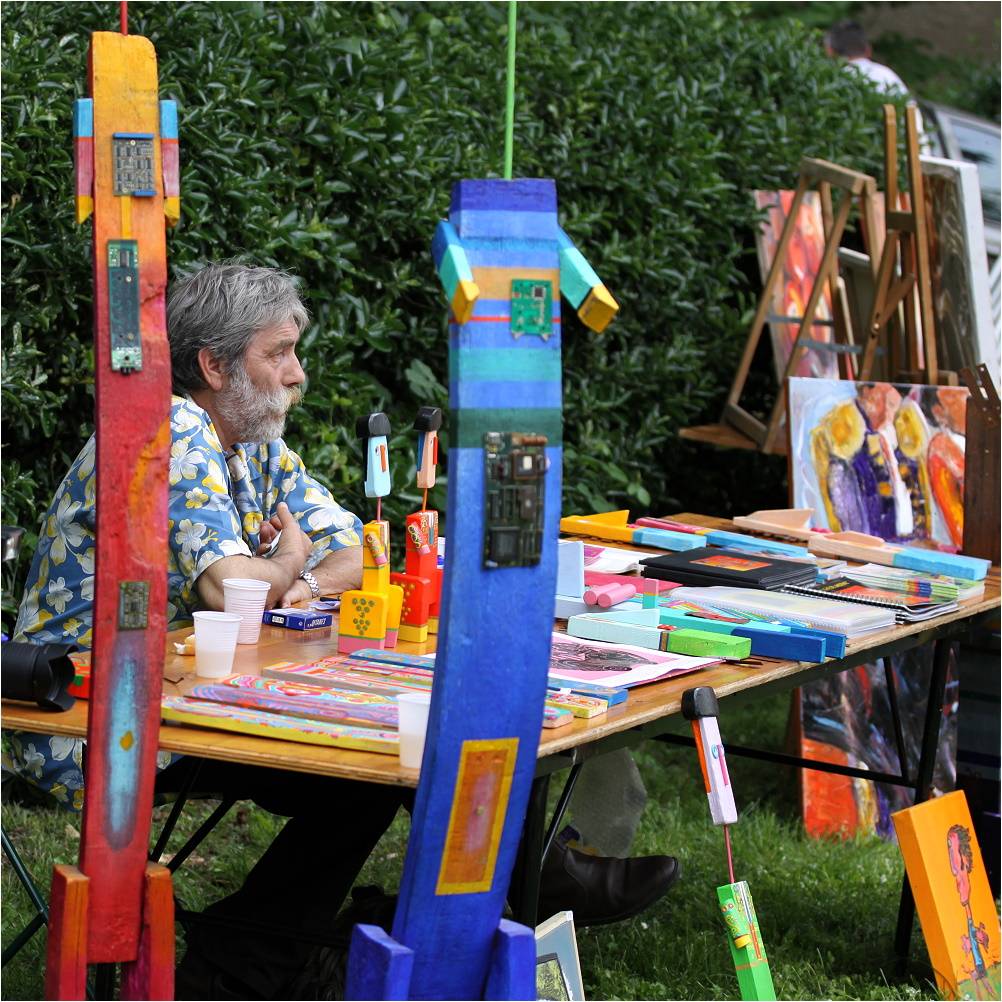
L'artiste et ses totems.
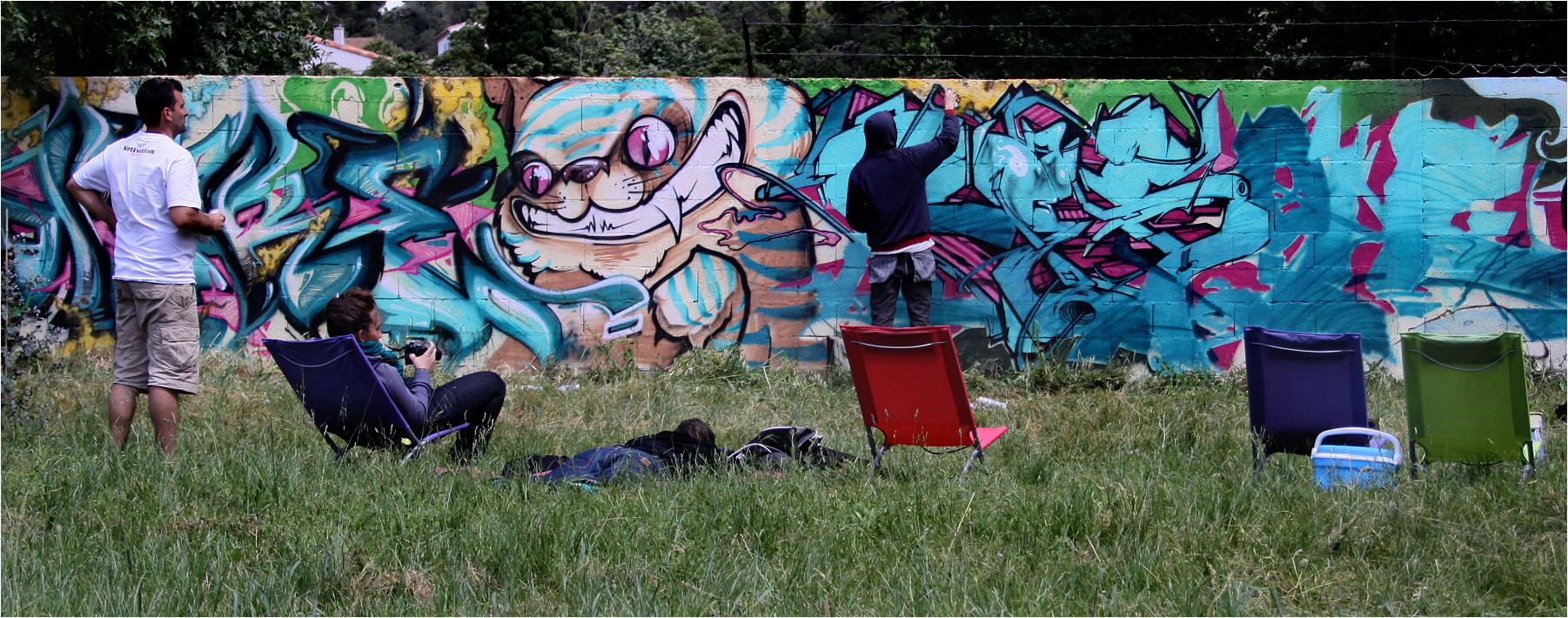
Grapheurs pour le Marché de l'Art 2011.

### Lieux et monuments
- Église de Malves-en-Minervois.

| Monument                       | Adresse | Coordonnées                      | Notice         | Protection             | Date          | Illustration                   |
| ------------------------------ | ------- | -------------------------------- | -------------- | ---------------------- | ------------- | ------------------------------ |
| Menhir de Malves-en-Minervois  |         | 43° 15′ 12″ nord, 2° 26′ 08″ est | « PA00102758 » | Classement             | 16 avril 1921 | Menhir de Malves-en-Minervois  |
| Château de Malves-en-Minervois |         | 43° 15′ 11″ nord, 2° 26′ 31″ est | « PA00102757 » | Inscription Classement | 8 juin 1989   | Château de Malves-en-Minervois |

### Personnalités liées à la commune
- Jean-Paul de Gua de Malves (1710-1786) savant, initiateur de l'Encyclopédie, originaire du village.

### Héraldique
| Blason de Malves-en-Minervois | Blason  | De sable à la barre d'or.                        |
| Blason de Malves-en-Minervois | Détails | Le statut officiel du blason reste à déterminer. |